# Рудоман
Рудоман (укр. Рудоман) — село, Саевский сельский совет,
Липоводолинский район, Сумская область, Украина.
Код КОАТУУ — 5923285607. Население по переписи 2001 года составляло 21 человек.
Село указано на трехверстовке Полтавской области. Военно-топографическая карта.1869 года как хутор Рудоманов.

## Географическое положение
Село Рудоман находится на расстоянии в 1 км от села Антоненково. По селу протекает пересыхающий ручей с запрудой. Рядом с селом проходит газопровод Уренгой — Помары — Ужгород.